# 勇気凛凛
「勇気凛凛」（ゆうきりんりん）は、演義ノ三乙女のシングル。2010年4月21日にポニーキャニオンから発売された。

## 概要
オープニングテーマ「恋華大乱」と同時リリース。表題曲『勇気凛凛』は、テレビアニメ『真・恋姫†無双 〜乙女大乱〜』のエンディングテーマとして使用されており、同アニメで関羽、曹操、孫策役を演じている黒河奈美、前田ゆきえ、米島希が演技ノ三乙女として歌っている。ジャケットには関羽、曹操、孫策のデフォルメイラストがプリントされている。

## 収録曲
1. 勇気凛凛 [3:49]
作詞：Funta3、作曲・編曲：Funta7
2. 乙女ノ祈り [3:59]
作詞：瀬名恵、作曲：鈴木大地、編曲：梅堀淳
3. 勇気凛凛（off vocal ver.）
4. 乙女ノ祈り （off vocal ver.）